# ポプシクル
ポプシクル (Popsicle) は、アイスキャンディーの商品名。現在はユニリーバが所有し、アメリカ合衆国のアイスクリームブランドであるグッド・ユーモアから売り出している。アメリカ合衆国とカナダでは非常に有名で、半ば一般名称化している。

## 歴史
元は、1924年にアイスキャンディーの特許をとったフランク・エパーソン (Frank Epperson) がミシガン州で売り出したのが最初である。翌1925年、エパーソンはポプシクルの権利をニューヨークのジョー・ロー社 (Joe Lowe Company) に売却した。

## 広告
ポプシクル・ピート (Popsicle Pete) というマスコットキャラクターが、1939年から1995年まで活動していた。
キャッチコピーは『If it's Popsicle, it's possible』である。

## 備考
日本では「ポプシクル」は商標登録されていないが、赤城乳業が2011年10月19日付で登録出願している（出願番号2011-74777号）。